# Országúti ámokfutó
Az Országúti ámokfutó (eredeti cím: The Hitcher) 2007-ben bemutatott amerikai horror-filmthriller Dave Meyers rendezésében. A főbb szerepekben Sean Bean, Sophia Bush és Zachary Knighton látható. Az 1986-os Az országút fantomja című film remake-je.
2007. január 19-én jelent meg az Amerikai Egyesült Államokban és június 1-én az Egyesült Királyságban. Magyarországon DVD-n adták ki szinkronizálva.

## Cselekmény
Jim Halsey és Grace Andrews főiskolai hallgatók Új-Mexikóba tartanak, barátaikkal eltölteni a tavaszi szünetet. Még aznap éjszaka a szakadó esőben majdnem halálra gázolnak egy stoppost, aki az út közepén áll lerobbant autója mellett. Ahogy az ismeretlen férfi közeledni kezd feléjük, Grace ragaszkodik a gyors távozáshoz.
A benzinkútnál Jim észreveszi, amint a stoppos egy kamionból száll ki. John Ryderként mutatkozik be és megkéri őket, vigyék el a legközelebbi motelhez. Jim vonakodva, de belemegy a dologba. Az út során John erőszakossá válik és megtámadja őket, kést szegezve Grace szeméhez. Közli  Jimmel, hogy mindkettőjük egyetlen megmentési módja az, ha kimondja az „én akarok meghalni” mondatot. Jim végül hirtelen lefékez és közös erővel sikerül kilökniük a férfit a járműből.
Másnap egy család előzi meg őket az autójukkal, ám Ryder hátul ülve utazik. Jim és Grace megpróbálják figyelmeztetni a családot, sikertelenül. A pár kénytelen folytatni az utat, és megtalálják a család autóját az út szélén – csak a haldokló, súlyosan megsebesült apa van még életben. A város felé indulnak orvosi segítséget keresni. Hirtelen megjelenik a hátuk mögött a stoppos, Jim és Grace egy kávézónál áll meg, ahol a haldokló férfi életét veszti.
Gyilkosság gyanújával letartóztatják és a rendőrőrsre viszik a fiatalokat. Röviddel ezután a stoppos megérkezik és megöl mindenkit az épületben, kivéve Jimet és Grace-t, akik elmenekülnek. Abban a hitben, hogy egy harmadik embert is gyanúsítanak, Steridge hadnagy rendőrautókat küld a fiatalok után. A stoppos megjelenik a hátuk mögött és segít elmenekülni a fiataloknak a rendőrség elől, egyedül kiiktatva az összes rendőrautót és helikoptert. Grace és Jim megérkezik egy motelhez, Jim néhány órára eltűnik, Ryder felébreszti és megpróbálja megerőszakolni Grace-t. A lány elbújik a fürdőszobában, később rátalál egy kamionhoz kötözött barátjára. A rendőrség a helyszínre érkezik, de a stoppos elindul a kamionnal és Jimet kettészakítja a járművel. Rydert és Grace-t letartóztatja a rendőrség.
Másnap reggel Esteridge hadnagy közli a gyanúsított nővel, hogy Ryder személyazonossága ismeretlen maradt és az igazi John Ryder eltűnt. Börtönbe szállítás közben Ryder kiszabadul, végez több rendőrrel és karambolt okoz. Grace és Esteridge megérkezik, de Ryder megöli a hadnagyot. Grace végül egy vadászpuskával agyonlövi az ámokfutót.

## Szereplők
| Szerep                              | Színész            | Magyar hang     |
| ----------------------------------- | ------------------ | --------------- |
| John Ryder / Ámokfutó               | Sean Bean          | Kőszegi Ákos    |
| Grace Andrews                       | Sophia Bush        | Roatis Andrea   |
| Jim Halsey                          | Zachary Knighton   | Dányi Krisztián |
| Esteridge hadnagy                   | Neal McDonough     | Zámbori Soma    |
| eladó a Bufordban                   | Kyle Davis         |                 |
| Harlan Bremmer Sr. seriff           | Skip O'Brien       |                 |
| Harlan Bremmer, Jr. seriffhelyettes | Travis Schuldt     | Joó Gábor       |
| Edwards rendőr                      | Danny Bolero       | Bolla Róbert    |
| Marlene                             | Lauren Cohn        |                 |
| Beth                                | Yara Martinez      |                 |
| fiatal apa                          | Jeffrey Hutchinson | Katona Zoltán   |